# 约翰·麦登橄榄球
《约翰·麦登橄榄球》是1988年發行的美式足球電子遊戲，由美商藝電發行，對應家用電腦平台。遊戲以美式足球运动员约翰·麦登冠名，為麦登橄榄球系列作品之一。

## 评价
《电脑游戏世界》称赞游戏包含两种模式——街机式简易的“快捷模式”；以及球员具有能力值，可自定角色的“标准游戏”。